# Dream Chaser
«Dream Chaser» (рус. «Бегущий за мечтой») — многоразовый космический корабль, ракетоплан, разрабатываемый американской компанией SpaceDev (подразделением «Space Systems Business» частной Sierra Nevada Corporation). Корабль предназначен для доставки грузов на низкую околоземную орбиту.
«Dream Chaser» будет выводиться в космос с помощью ракеты-носителя «Вулкан» (Vulcan Centaur) или Атлас-5, компания рассматривает различные альтернативы для последующих запусков. Корабль будет располагаться наверху ракеты, как ракетоплан X-37B; такое расположение сделает невозможным повреждение корабля при запуске.
Посадка — горизонтальная, самолётная. Предполагается не только возможность планирования, как у кораблей Спейс шаттл, но и самостоятельный полёт и посадка на любые взлётные полосы длиной не менее 2,5 км.
Корпус аппарата сделан из композитных материалов с керамической теплозащитой. Первоначально разрабатывалась пилотируемая версия, но пока запланированы только беспилотные полёты.
Первый орбитальный запуск грузовой версии корабля Dream Chaser Tenacity (DC101) планируется в мае 2025 года.
Корабль планируется использовать для обслуживания планируемой коммерческой космической станции «Орбитальный риф» (Orbital Reef).

## История создания

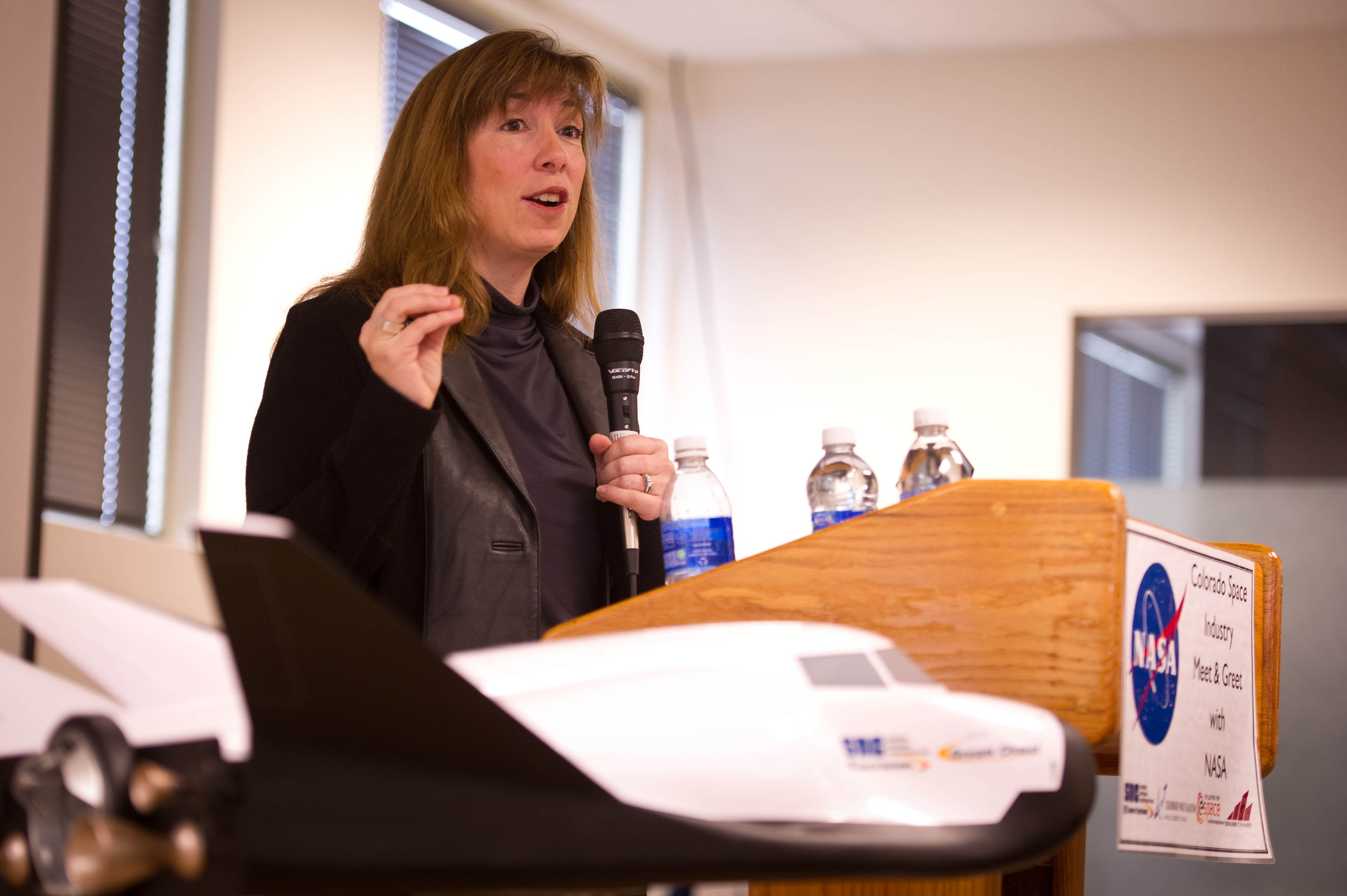
Макет корабля на пресс-конференции в офисе компании (2011 год)

В 2004 году SpaceDev и Исследовательский центр Эймса НАСА заключили соглашение о сотрудничестве на исследование различных дизайнов суборбитального и орбитального пилотируемого средства.
В ноябре 2005 года компания SpaceDev представила концепт пилотируемой космической транспортной системы SpaceDev Dream Chaser, которая предназначена для запуска шести человек и основана на концепции десятиместного HL-20 от НАСА. При этом, находясь в том же размере и являясь более лёгкой она может применяться и для суборбитальных полётов. Ранние разработки компании были основаны на концепте НАСА X-34, предназначенного для суборбитальных полётов.
В 2006 году компания SpaceDev заключила лицензионное соглашение с НАСА о использовании в своем Dream Chaser конструкции корабля НАСА HL-20, который, по словам Марка Сиранджело, CEO компании SpaceDev, был одним из самых проверенных и изученных из нелетавших кораблей; впервые Марк Сиранджело увидел эту деревянную модель HL-20 в 2005 году в Лэнгли.
HL-20 создавался по 1991 год, в том числе, на основе снимков советских экспериментальных аппаратов серии БОР-4, запущенных по программе «Энергия — Буран»: Космос-1374 в июне 1982 года и Космос-1445 в марте 1983 года, совершивших посадку в Индийском океане, являвшихся модификацией аппаратов, созданных по программе «Спираль». На дизайн аппаратов серии БОР-4, по мнению американских инженеров, повлияли испытываемые с 1966 под 1975 год пилотируемые аппараты X-24A, HL-10, M2-F2, M2-F3, X-24B;, а испытания напоминали испытания X-23 в 1966 году. Также, по мнению сотрудников НАСА, на дизайн Бора-4 могли повлиять данные по созданию и испытанию этих аппаратов, купленных Советским Союзом [прояснить].
В 2005 году Марк Сиранджело приезжал в Россию и встречался с тремя из пяти российских инженеров, работавших по программе БОР-4; они были удивлены тем, что их работа получила продолжение в США. По заявлению Марка Сиранджело, когда корабль будет закончен, он бы поставил имена российской команды рядом с именами американской команды.
По заявлениям 2011 года, Dream Chaser не является полной копией HL-20.
В 2007 году было достигнуто соглашение с United Launch Alliance о сотрудничестве в области использования ракеты Атлас-5 для запуска, и аппарат стал орбитальным.
В 2008 году SpaceDev была приобретена компанией Sierra Nevada Corporation за 38 миллионов и стала её подразделением.
1 февраля 2010 года Sierra Nevada получила от НАСА грант 20 млн долларов на продолжение работ над проектом «Dream Chaser», а в апреле 2011 года — дополнительный грант на 80 миллионов.
В 2012 году прошли успешные испытания в аэродинамической трубе.
В январе 2013 было объявлено о партнёрстве с Lockheed Martin, который произведёт корпус планера для первого аппарата.

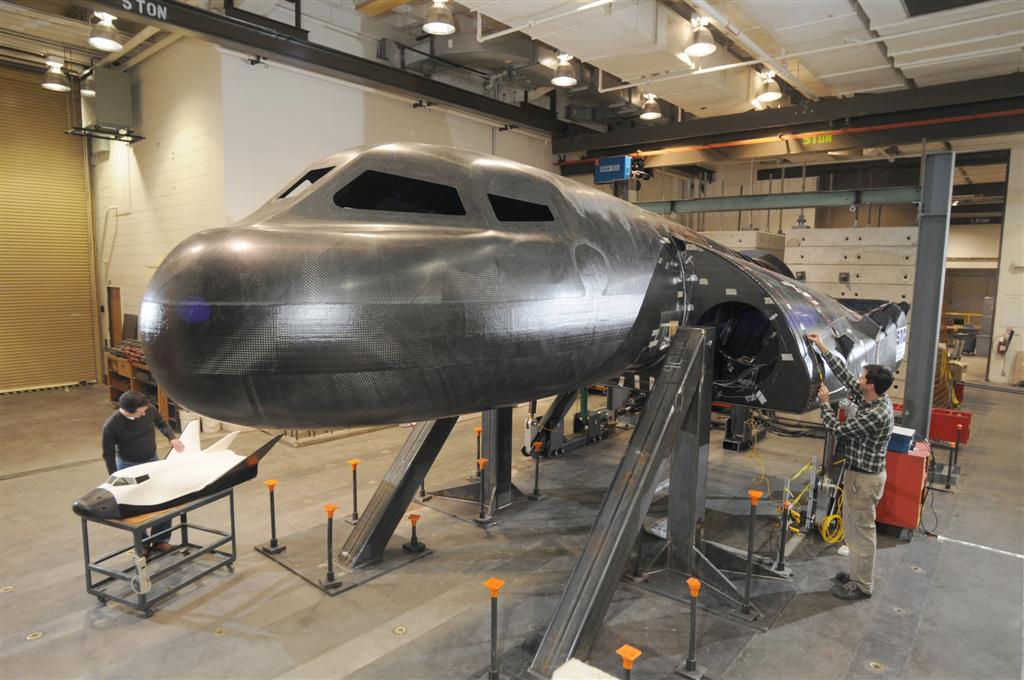
Корабль в процессе производства в Колорадо. 2010 год

26 октября 2013 года лётный прототип был сброшен с вертолёта с высоты 3,8 километра для тестирования планирования и посадки на полосу авиабазы Эдвардс. Однако при посадке не вышла левая стойка шасси, и аппарат получил повреждения.
В январе 2014 года, в рамках участия в программе Commercial Crew Development, было объявлено, что 1 ноября 2016 года запланирован старт для первого испытательного орбитального полёта в беспилотном режиме, в результате дальнейшего проигрыша в финансировании запуск не состоялся.
В сентябре 2014 года проект не был выбран на получение финансирования НАСА в следующем этапе программы Commercial Crew Development от CCiCAP к CCtCAP, хотя предложенная цена 2,55 миллиарда долларов была меньше цены конкурента, «Боинга», в 3,01 млрд долларов. Были выбраны капсульные корабли CST-100 и Dragon V2.
После проигрыша в продолжении получения финансирования НАСА по пилотируемой программе Commercial Crew Development, Sierra Nevada Corporation заявила, что планирует участвовать в программе по доставке грузов на МКС CRS2, которая затрагивает период с 2018 по 2024 год.

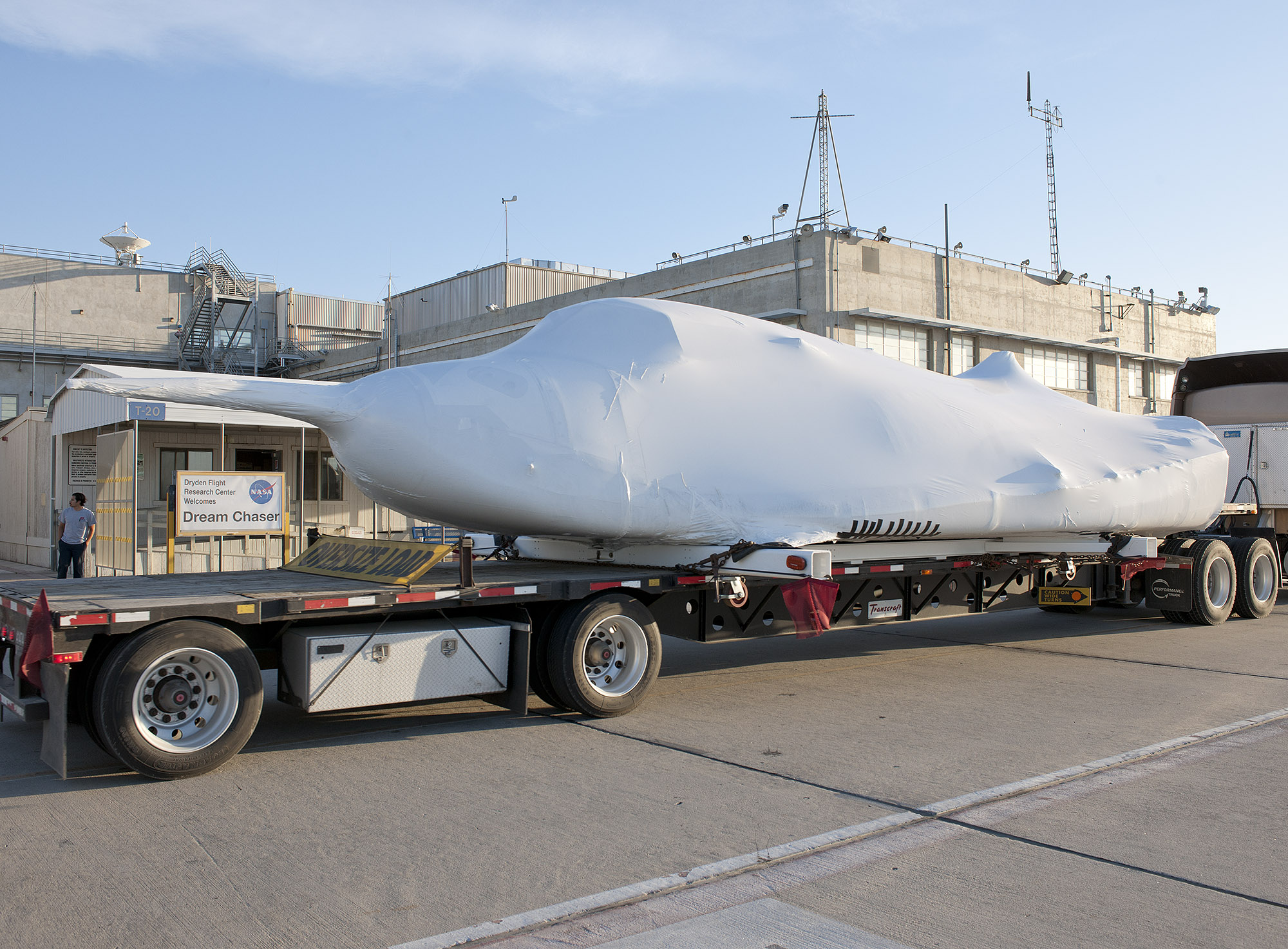
Прибытие на испытания в центр Драйден в мае 2013 года

В октябре 2015 года было объявлено о новой дате следующей серии атмосферных испытаний для восстановленного аппарата, пострадавшего после аварии в 2013 году. Начало испытаний планировалось на первый квартал 2016 года. Предполагалось от 3 до 6 тестовых полётов, со сбросом корабля с различных высот при помощи вертолёта и последующим приземлением. Во избежание проблем с выходом шасси, к пневматическому приводу добавлен механический. Также начата сборка орбитальной версии аппарата.
14 января 2016 года НАСА выбрала компанию Sierra Nevada Corporation с их грузовой версией корабля Dream Chaser в качестве одного из трёх победителей конкурса по второй фазе программы снабжения Международной космической станции Commercial Resupply Services 2 (CRS2). Компании гарантируются как минимум 6 грузовых миссий к МКС в период с 2019 по 2024 года.

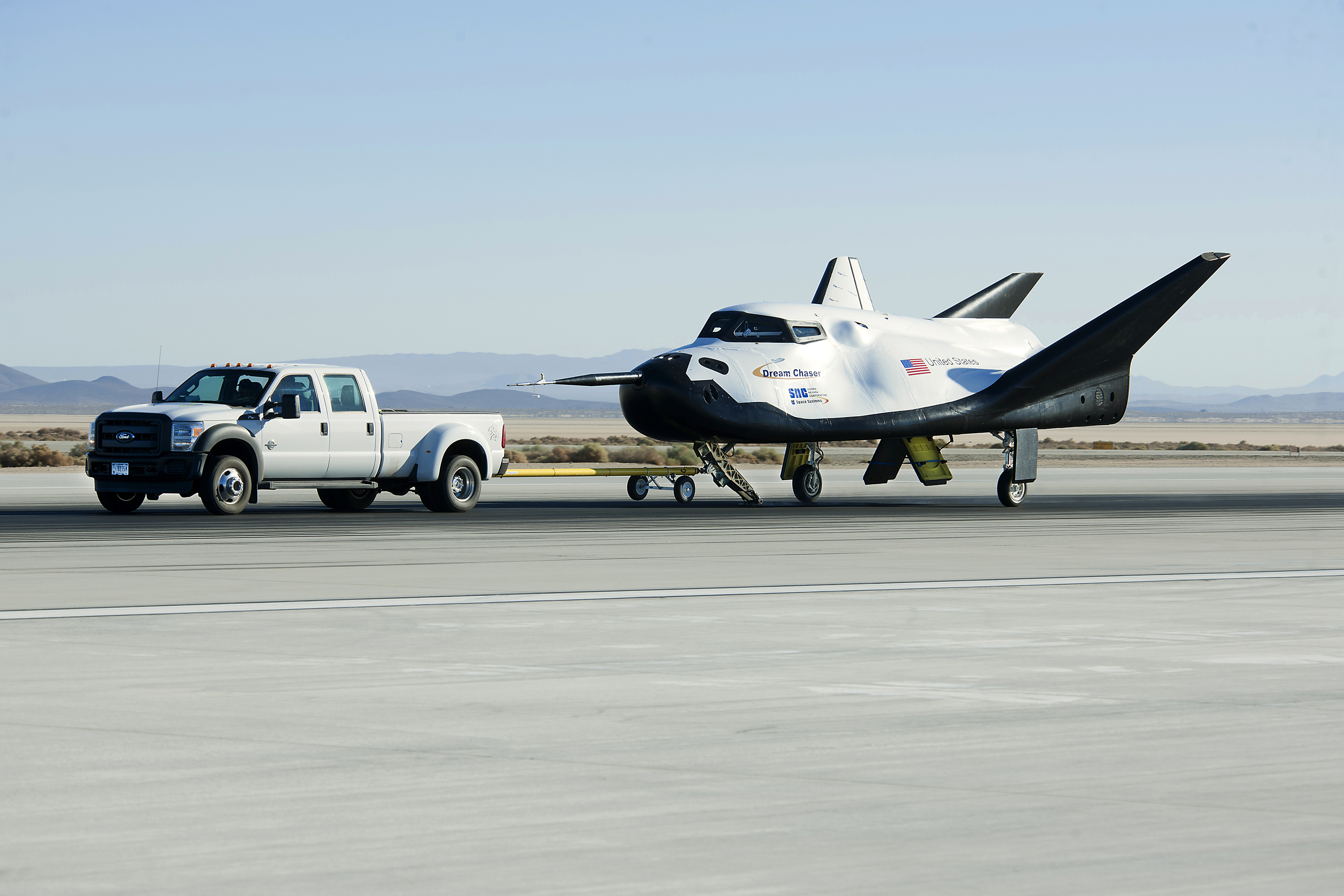
Перемещение по взлётно-посадочной полосе базы Эдвардс

28 июня 2016 года Управление по вопросам космического пространства ООН (UNOOSA) и Sierra Nevada Corporation подписали Меморандум о взаимопонимании совместной работы, чтобы обеспечить доступные возможности для государств-членов Организации Объединённых Наций для проведения экспериментов в космосе.
27 сентября Управление по вопросам космического пространства ООН вместе с Sierra Nevada Corporation на Международном конгрессе по астронавтике объявили подробности первой в истории специализированной космической миссии Организации Объединённых Наций, которая должна состояться в 2021 году и позволит государствам — членам Организации Объединённых Наций принять участие в 14-дневном полёте Dream Chaser на низкой околоземной орбите (НОО) для экспериментов и изучения микрогравитации.
В январе 2017 года лётный прототип был доставлен в Лётно-исследовательский центр имени Армстронга НАСА, расположенный на территории авиационной базы ВВС США Эдвардс для проведения испытаний.

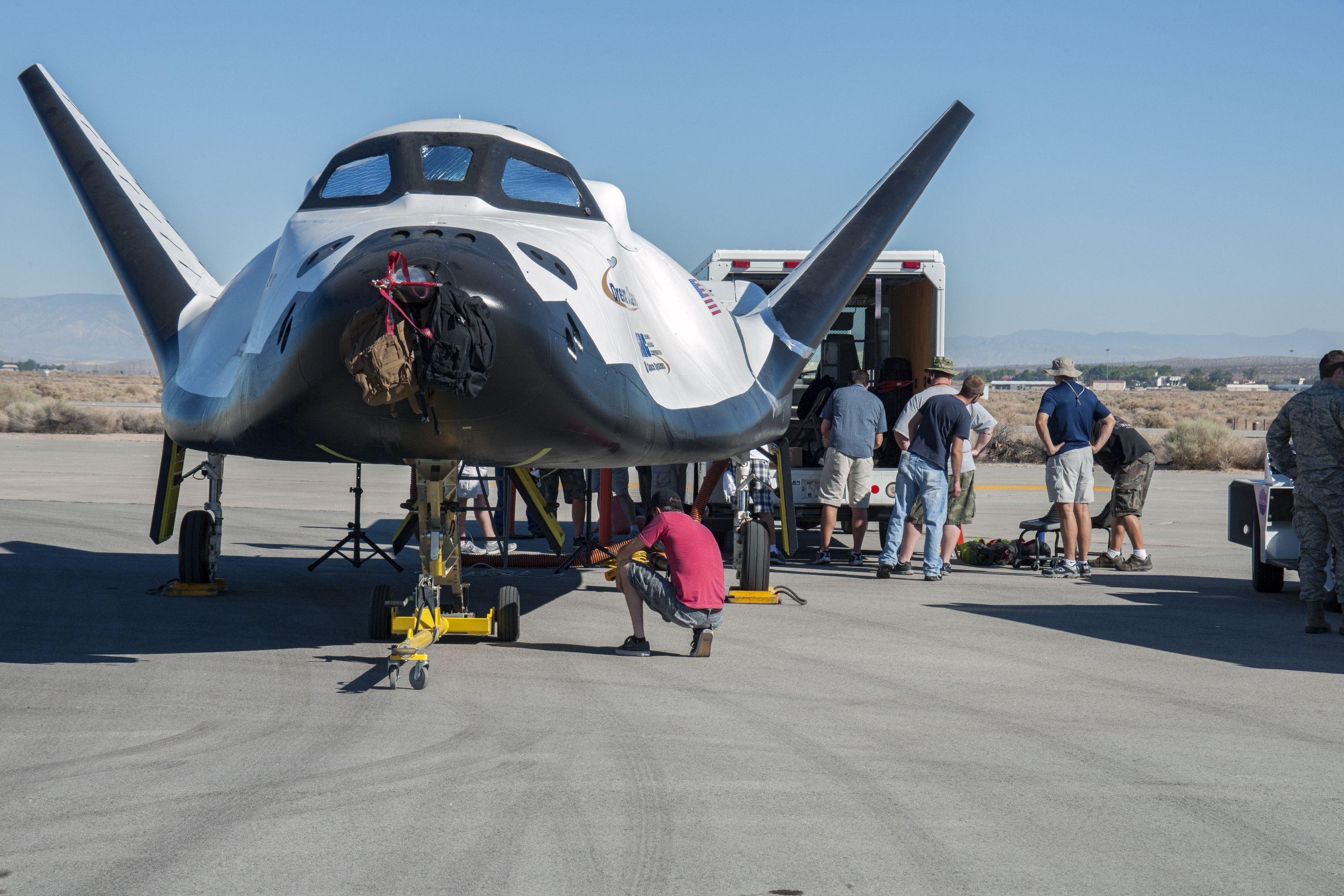
Последние приготовления перед испытаниями на базе Эдвардс

В июле 2017 года Sierra Nevada Corporation и ULA подписали соглашение, предусматривающее в рамках CRS-2 выполнения первых двух запусков Dream Chaser на РН Атлас-5 552 с двухдвигательным разгонным блоком Центавр; первый запуск в 2020 году.
30 августа 2017 был произведён первый полёт лётного прототипа на привязи к вертолёту; 11 ноября был произведён второй тест планирования и посадки — лётный прототип был сброшен с вертолёта c высоты 3,8 км для тестирования планирования и посадки на полосу авиабазы Эдвардс, посадка произведена успешно.
В феврале 2018 года Sierra Nevada Corporation получила разрешения от НАСА на выполнение первой миссии в рамках контракта CRS2 с окном запуска в конце 2020 года. Планировалось, что первый полёт будет сразу оперативным по снабжению станции, в отличие от первых демонстрационных полётов грузовых кораблей Cygnus и Dragon.
14 августа 2019 года было объявлено, что для запуска шести миссий грузового корабля Dream Chaser к МКС в рамках контракта CRS2 выбрана ракета-носитель «Вулкан». Для запусков будет применена конфигурация ракеты с четырьмя твердотопливными ускорителями, двумя двигателями на второй ступени и 5-метровым обтекателем. Ракета-носитель «Атлас-5» осталась к качестве запасной опции, на случай задержек при разработке «Вулкан». Первая миссия снабжения намечалась на сентябрь 2021 года. Для пристыковки корабля к надирному порту модуля «Гармония» будет использоваться манипулятор станции «Канадарм2». В ноябре 2020 года было объявлено, что в связи с задержками в разработке, вызванными пандемией COVID-19, первый полёт корабля отложен на 2022 год.
1 февраля 2024 года, по информации сайта научно-технических новостей phys.org, аппарат прошёл первые испытания на вибрационной установке НАСА, имитирующей условия во время запуска и входа в атмосферу. На следующем этапе Dream Chaser будет помещен в подземную вакуумную камеру, где он будет подвергнут воздействию сверхнизких и высоких температур, а также низкого давления окружающей среды.

### Грузовая версия корабля

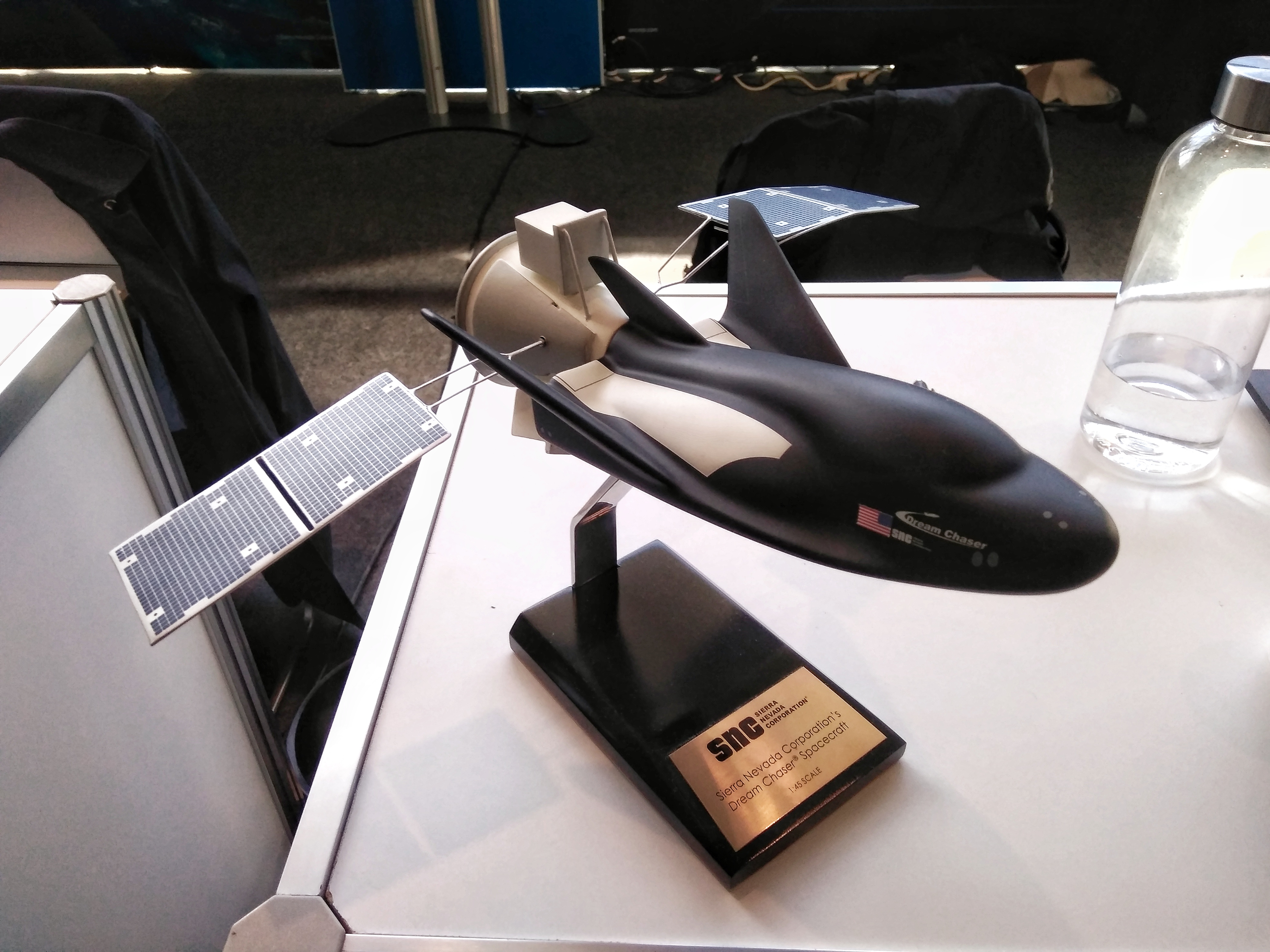
Модель грузовой версии. 2018 год

Грузовая версия корабля будет иметь складывающиеся крылья, что даст возможность запускать аппарат внутри пятиметрового обтекателя, с помощью различных ракет-носителей (Atlas V и Ariane 5). Также добавлен дополнительный грузовой модуль для герметичных грузов и размещения внешних негерметичных грузов, который будет отделяться перед возвращением и сгорать в атмосфере. Грузовой вариант сможет доставить на МКС до 5000 кг груза в герметичном отсеке и до 500 кг в негерметичном или вместе до 5500 кг, а также способен возвращать до 1850 кг груза на Землю и утилизировать до 3400 кг.
Мягкий профиль возврата и посадки корабля позволит значительно снизить величину перегрузки, которую испытывает возвращаемый со станции груз, что является важным для некоторых проводимых на МКС экспериментов.

## Стоимость
К концу 2017 году НАСА выделило на разработку корабля более 125 миллионов долларов.
Вместе с НАСА компания[какая?] потратила на разработку корабля 650 миллионов, из них 300 миллионов вложила Эрен Озмен со своим мужем Фатихом бывшие сотрудники, а ныне владельцы Sierra Nevada (компания Sierra Nevada купила маленькую организацию SpaceDev Джима Бенсона, упустившую контракт с НАСА, за 38 миллионов в 2008 году) и 350 млн — космическое агентство[какое?].
На грузовую модификацию компанией было выделено 200 млн долларов, и планируется выделить ещё 500 миллионов. Компания уже получила от НАСА 500 миллионов[когда?] по результатам проверки документации, ещё до испытательных полётов с экипажем на борту.

## Сравнение с аналогичными проектами
| Сравнение характеристик разрабатываемых беспилотных грузовых космических кораблей | Сравнение характеристик разрабатываемых беспилотных грузовых космических кораблей    | Сравнение характеристик разрабатываемых беспилотных грузовых космических кораблей                                   | Сравнение характеристик разрабатываемых беспилотных грузовых космических кораблей | Сравнение характеристик разрабатываемых беспилотных грузовых космических кораблей                       | Сравнение характеристик разрабатываемых беспилотных грузовых космических кораблей | Сравнение характеристик разрабатываемых беспилотных грузовых космических кораблей |
| Название                                                                          | Dream Chaser                                                                         | Dragon XL | HTV-X                                                                             | Nyx | Хаолун                                                                            | Цинчжоу                                                                           |
| Разработчик                                                                       | Sierra Space                                                                         | SpaceX | JAXA                                                                              | The Exploration Company                                                                                 | CAIG                                                                              | IAMCAS                                                                            |
| --------------------------------------------------------------------------------- | ------------------------------------------------------------------------------------ | --- | --------------------------------------------------------------------------------- | --- | --------------------------------------------------------------------------------- | --------------------------------------------------------------------------------- |
| Внешний вид                                                                       |                                                                                      | |                                                                                   | |                                                                                   |                                                                                   |
| Первый полёт                                                                      | 2025                                                                                 | 2028 | 2025                                                                              | 2028 | 2025                                                                              | 2025                                                                              |
| Габариты                                                                          | 9 м длина 9 м ширина 16 м³ объём                                                     | — | 8 м длина 4,4 м ширина ? м³ объём                                                 | — | 10 м длина 4,5 м ширина ? м³ объём                                                | ? м длина ? м ширина 27 м³ объём                                                  |
| Многоразовость                                                                    | да                                                                                   | нет | нет                                                                               | да | да                                                                                | нет                                                                               |
| Масса, кг                                                                         | 11 340 кг (стартовая)                                                                | — | 16 000 кг (стартовая)                                                             | — | —                                                                                 | —                                                                                 |
| Полезная нагрузка, кг                                                             | 5500 кг                                                                              | 5000 кг | 5850 кг                                                                           | 4000 кг                                                                                                 | 7000 кг                                                                           | 2000 кг                                                                           |
| Возвращение груза, кг                                                             | да                                                                                   | утилизация | утилизация                                                                        | да 3000 кг                                                                                              | да                                                                                | утилизация                                                                        |
| Время полёта в составе ОС                                                         | —                                                                                    | до 360 суток | до 180 суток                                                                      | — | —                                                                                 | —                                                                                 |
| Время полёта до стыковки                                                          | —                                                                                    | — | —                                                                                 | — | —                                                                                 | —                                                                                 |
| Ракета-носитель                                                                   | Вулкан                                                                               | Falcon Heavy | H3                                                                                | Ариан-6                                                                                                 | Чжуцюэ-3                                                                          | Лижан-2                                                                           |
| Описание                                                                          | Частный многоразовый космический корабль для снабжения МКС, в рамках программы COTS. | Частный космический корабль, в рамках программы GLS, предназначенный для доставки полезного груза на Lunar Gateway. | Грузовой космический корабль предназначенный для снабжения МКС.                   | Частный многоразовый космический корабль для доставки и возвращения грузов на НОО и окололунную орбиту. | Многоразовый космоплан, с возможностью посадки на ВПП.                            | Малый космический транспортный корабль.                                           |